# 関本文五郎
関本 文五郎（せきもと ぶんごろう、1833年2月28日（天保4年1月9日） - 没年不明）は、日本の銀行家。駿河銀行、駿河貯蓄銀行各取締役。族籍は静岡県平民。

## 人物
駿河国（現・静岡県）出身。関本平蔵の長男。1847年、家督を相続した。1880年、退隠した。住所は静岡県駿東郡清水村。

## 家族・親族
関本家
- 父・平蔵（静岡平民）[1]
- 妻・のよ（1839年 - ?、静岡、山本平作の長女）[1]
- 男・浦太郎[1]
- 男・寅吉（駿河銀行取締役）[2]
- 女・たい（岡野喜太郎の妻）[2]
- 孫
  - ため（1881年 - ?、浦太郎の長女）[1]
  - けい（1884年 - ?、西島小作の妻）[1]
  - とよ（1892年 - ?、服部大誧の長男・大禮の妻）[1]
  - 文作（1886年 - ?、妻・容は岡野喜太郎の長女）[1][3]
  - とく（1906年 - ?）[1]
- 曽孫[1]

親戚
- 岡野喜太郎（静岡県多額納税者、駿河銀行頭取）[3]